# Струнникова, Наталья Геннадьевна
Ната́лья Генна́дьевна Стру́нникова (14 марта 1964, г. Свердловск-45, Свердловская область) — советская спортсменка (плавание вольным стилем), призёр Олимпийских игр.

## Спортивная карьера
Наивысшего достижения Наталья Струнникова добилась на Олимпийских играх в Москве в 1980 году, став бронзовым призёром в комбинированной эстафете 4×100 м. В индивидуальных соревнованиях заняла 6 место на дистанции 100 м вольным стилем.
Неоднократная чемпионка СССР (1980-1982).
После завершения спортивной карьеры с начала 90-х годов живёт и работает в США.